# Synanceia horrida
El pez piedra de estuario (Synanceia horrida) es una especie de pez escorpeniforme perteneciente a la familia Synanceiidae que habita en aguas tropicales de los océanos Índico y Pacífico, de manera especialmente abundante en los arrecifes de Australia y el archipiélago malayo. Está considerado como la especie de pez más venenoso del mundo. Su distribución se ha ampliado en tiempos recientes hasta el mar Mediterráneo, mar Negro y el Golfo de México.

## Descripción
Es el actinopterigio más venenoso, y el contacto directo con las espinas de sus aletas, que contienen un potente veneno neurotóxico, puede ser mortal para los seres humanos. Cuando se camufla se asemeja a una roca (de ahí su sobrenombre), lo que los hace pasar desapercibidos y pueden ser pisados de forma accidental.
Sus púas se localizan en la aleta dorsal (12-13), [anal] (3) y [pélvica] (2), cada una de ellas con dos glándulas venenosas. El veneno es tan potente como el de la cobra, tiene citotoxinas y neurotoxinas. Al picarse con una espina aparece un dolor intenso y lacerante, el dolor se irradia por todo el miembro y alcanza su máximo a la hora. Se acompaña de dolor de cabeza, vómitos, espasmos intestinales, hipertensión arterial, en ocasiones con arritmias cardíacas, parálisis musculares, convulsiones, coma, parada cardiorrespiratoria y si no es atendida puede causar la muerte. Si sobrevive el paciente, la curación de la herida es lenta, con abscesificación de la misma. También posee una segunda línea de defensa, los tubérculos, que son unas glándulas que además de ayudar a mimetizar al pez segregan una toxina fulminante.